# Ramsey Lewis
Ramsey Lewis (27. května 1935 Chicago, Illinois – 12. září 2022 Chicago) byl americký jazzový klavírista. Na klavír začal hrát ve svých čtyřech letech a svou první kapelu založil v patnácti. Své první album jako leader vydal v roce 1956 na značce Argo Records. Spolupracoval i s dalšími hudebníky, mezi které patří Max Roach, Maurice White nebo Jimmy Woode. Byl držitelem několika cen Grammy a v roce 2007 získal ocenění NEA Jazz Masters.